# Rumuara fasciata
Rumuara fasciata là một loài bọ cánh cứng trong họ Cerambycidae.